# 縣道189號
縣道189號 屏東機場－林邊，是位於臺灣屏東縣的一條縣道級公路。北起屏東縣九如鄉下冷水坑，南至屏東縣林邊鄉林邊市區，全長共計40.707公里（公路總局資料）。

## 支線

### 甲線
縣道189甲線 大洲－中庄，全線均位於屏東縣境內，2014年5月1日公告加工區聯外道路納編為縣道189甲線，全長共計4.69公里。起點雖標示為大洲，但路線完全未進入大洲境內，實際起點位於磚仔磘寮；終點雖標示為中庄，但中庄不知為何處，實際終點位於崙頂。

## 行經行政區域
主線
全線均位於屏東縣境內。
| 九如鄉 | 下冷水坑 | 0.000  | 台3線                   | 公路起點                                  |
| 屏東市 | 崇蘭     | －     | （地區道路）            |                                           |
| 九如鄉 | 下冷水坑 | －     | （地區道路）            |                                           |
| 屏東市 | 崇蘭     | －     | （地區道路）            |                                           |
| 屏東市 | 潭仔墘   | －     | （地區道路）            |                                           |
| 屏東市 | 六塊厝   | －     | 屏42線                  | 屏42線起點                                |
| 屏東市 | 頭前溪   | 8.750  | 台1線                   |                                           |
| 屏東市 | 大洲     | －     | （地區道路）            |                                           |
| 11.000 |          |        |                         |                                           |
| 萬丹鄉 | 磚仔磘寮 | 11.400 | 縣道189甲線             | 縣道189甲線起點                           |
| 萬丹鄉 | －       |        |                         |                                           |
| 萬丹鄉 | 社皮     | －     | （地區道路）            |                                           |
| 萬丹鄉 | 社皮     | －     |                         |                                           |
| 萬丹鄉 | 社皮     | －     | 屏53線                  |                                           |
| 萬丹鄉 | 社皮     | 13.080 | 屏45線                  |                                           |
| 萬丹鄉 | －       |        |                         |                                           |
| 萬丹鄉 | 廣安     | 14.760 | 台27線 · 屏41線         | 與台27線共線起點 屏41線終點               |
| 萬丹鄉 | 頂本縣廍 | 16.000 | 台27線                  | 與台27線共線終點                          |
| 萬丹鄉 | 頂本縣廍 | －     | 屏50線                  | 0                                         |
| 萬丹鄉 | 下本縣廍 | －     | 屏50線                  | 0                                         |
| 萬丹鄉 | 下本縣廍 | －     | （地區道路）            |                                           |
| 萬丹鄉 | 萬丹市區 | －     | 縣道187甲線             |                                           |
| 萬丹鄉 | 萬丹市區 | 18.240 | 台27線                  |                                           |
| 萬丹鄉 | －       |        |                         |                                           |
| 萬丹鄉 | 下林子   | －     | （地區道路）            |                                           |
| 竹田鄉 | 雙溪口   | －     | （地區道路）            |                                           |
| 竹田鄉 | －       |        |                         |                                           |
| 竹田鄉 | 大湖     | 20.980 | 屏81線                  |                                           |
| 竹田鄉 | －       |        |                         |                                           |
| 竹田鄉 | 下港尾   | 14.760 | 屏56線 · 屏82線         | 屏56線終點 屏82線起點                     |
| 竹田鄉 | 泗洲     | 14.760 | 屏56線 · 屏82線         | （同上）                                  |
| 竹田鄉 | 泗洲     | 21.700 | 縣道188號               | 縣道188號終點                             |
| 竹田鄉 | 下港尾   | 21.700 | 縣道188號               | （同上）                                  |
| －     |          |        |                         |                                           |
| 潮州鎮 | 五魁寮   | －     | 屏75線                  |                                           |
| 潮州鎮 | 五魁寮   | 22.950 | 屏69線                  | 屏69線起點                                |
| 潮州鎮 | 北勢頭   | 24.450 | 縣道185甲線 · 屏85線    | 與縣道185甲線共線起點                     |
| 潮州鎮 | 北勢頭   | 24.530 | 縣道185甲線 · 縣道187號 | 與縣道187號共線起點                       |
| 潮州鎮 | －       |        |                         |                                           |
| 潮州鎮 | 八老爺   | 25.040 | 縣道185甲線／縣道187號  | 與縣道185甲線共線終點 與縣道187號共線終點 |
| 潮州鎮 | 虎舍     | 26.010 | 台1線                   |                                           |
| 潮州鎮 | 檨子腳   | －     | 屏114線                 |                                           |
| －     |          |        |                         |                                           |
| 新埤鄉 | 打鐵     | －     | 屏112線                 | 屏112線起點                               |
| 新埤鄉 | 北岸     | －     | 屏112線                 | 屏112線起點                               |
| 新埤鄉 | －       |        |                         |                                           |
| 新埤鄉 | 打鐵     | －     | （地區道路）            |                                           |
| 新埤鄉 | 北岸     | －     | （地區道路）            |                                           |
| 新埤鄉 | －       |        |                         |                                           |
| 新埤鄉 | 打鐵     | 30.910 | 縣道187乙線             |                                           |
| 新埤鄉 | －       |        |                         |                                           |
| 新埤鄉 | 砂崙     | －     | 屏120線                 | 屏120線終點                               |
| 新埤鄉 | 新埤市區 | －     | 屏116線                 | 屏116線起點                               |
| 新埤鄉 | 新埤市區 | －     | 屏118線                 | 屏118線起點                               |
| 新埤鄉 | 新埤市區 | 34.550 | 台1線                   |                                           |
| 南州鄉 | 三千     | －     | （地區道路）            |                                           |
| 林邊鄉 | 竹子腳   | 36.020 | 屏123線 · 屏124線       | 屏123線終點 屏124線終點                   |
| 林邊鄉 | 下庄     | －     | （地區道路）            |                                           |
| 林邊鄉 | 芋埔     | －     | （地區道路）            |                                           |
| 林邊鄉 | 林邊市區 | 40.707 | 台17線                  | 公路終點                                  |
| 共線   |          |        |                         |                                           |

甲線
全線均位於屏東縣境內。
| 鄉鎮 市區 | 地點     | 里程 （km） | 交會道路     | 備註            |  |
| --------- | -------- | ----------- | ------------ | --------------- |  |
| 萬丹鄉    | 磚仔磘寮 | 0.000       | 縣道189號    | 公路起點        |  |
| 萬丹鄉    | 社皮     | －          | （地區道路） |                 |  |
| 萬丹鄉    | 下蚶     | 3.400       | 縣道187甲線  | 縣道187甲線終點 |  |
| 萬丹鄉    | 崙頂     | 4.690       | 縣道188號    | 公路終點        |  |
|           |          |             |              |                 |  |

## 沿線路名
| 主線 - 堤防路 - 大溪路 - 大昌路 - 萬丹路二段 - 丹榮路 - 萬壽路一段 - 大成路 - 太平路 - 中正路（潮州鎮） - 新生路 - 介壽路 - 光春路 - 南興路 - 新華路 - 中正路（新埤鄉） - 中興路 - 美華路 | 甲線 - 河堤北路 - 河堤南路 |

## 沿線設施與景點
主線
- 屏東機場
- 高屏大橋（ 台1線）
- 屏東科技產業園區
- 屏東縣私立日新高級工商職業學校
- 屏東縣潮州鎮潮和國民小學
- 屏東縣潮州鎮光春國民小學
- 屏東縣立光春國民中學
- 國立屏東特殊教育學校
- 屏東縣新埤鄉新埤國民小學
- 屏東縣新埤鄉公所
- 屏東縣林邊鄉竹林國民小學

## 外部連結
- OpenStreetMap上有關縣道189號的地理
- OpenStreetMap上有關縣道189甲線的地理
- YouTube上的屏東機場西側聯外道路
- YouTube上的縣道189甲線